# ブランタイヤ
ブランタイヤ（Blantyre）は、マラウイの都市である。

## 概要
シーレ川に臨み、人口646,235人（2003年）と同国最大の都市である。シレ高地の交通の要衝であり、マラウイにおける商業の中心地である。政府機関や数校の専門学校等がある。タバコ・トウモロコシ・コーヒー・キリ油・小麦などがおもな産品。人口増加が著しく、2075年に1506万人、2100年の人口予測では4091万人を数える世界14位の超巨大都市となる予測が出ている。

## 歴史
1876年にスコットランドの宣教師団によって建設され、宣教師の1人で探検家でもあったデイヴィッド・リヴィングストンの生地に因んで命名された。1895年には町になり、1956年にリンベと合併し、1966年には市に昇格した。

## 交通

### 空港
- チレカ国際空港

### 鉄道
- Sena railway

## 対外関係

### 姉妹都市･提携都市
- ハノーファー（ドイツ連邦共和国 ニーダーザクセン州）
- 高雄市（中華民国 直轄市）